# Schloss Aicha vorm Wald
Schloss Aicha vorm Wald ist ein Schloss in der Gemeinde Aicha vorm Wald und das einzige Wasserschloss im Bayerischen Wald. Die Anlage war Verwaltungssitz der Hofmark Aicha vorm Wald. Das Schloss liegt etwas versteckt am Rande des Ortes auf einer kleinen Erhebung im Tal der Gaißa. Die Anlage wird als denkmalgeschütztes Baudenkmal unter der Aktennummer D-2-75-111-3 geführt und als Bodendenkmal unter der Aktennummer D-2-7345-0001 mit der Beschreibung „untertägige mittelalterliche und frühneuzeitliche Befunde und Funde im Bereich der ehem. Burg und des späteren Hofmarksschlosses von Aicha vorm Wald“.

## Geschichte
Ein Turm in „Aichakirchen“ im Besitz der Grafen von Hals ist erstmals zu Beginn des 14. Jahrhunderts bezeugt. Seit 1360 war das Geschlecht der Pfeil Lehnsherr. Zu Beginn des 16. Jahrhunderts übernahmen die Burg die Püchler von Weideneck und 1540 durch Heirat die Siegertshofer. Anton von Siegertshofen starb 1548, Kaspar von Siegertshofen 1562, dessen Ehefrau Susanna 1565. Nun folgten die Edlen von Stoer, die um 1580 im Wesentlichen das heutige Aussehen der Anlage gestalteten. 1682 kaufte der kurfürstliche Rat Baron Kaspar von Schmidt zu Sulzbach das Schloss und veräußert es wieder vor 1689 an Siegmund Friederich Süntzl von Söldenau. Nach seines und seiner Witwe Tod erbte es 1724 Adam Leopold von Rehling. Von ihm erwarb es Max Alois von Asch. Am 10. Juni 1742 verwüsteten die Panduren den Ort. 1752 kaufte Freifrau von Hackledt das Schloss, 1773 ging es an Freiherr von Schönhueb über. In den Jahren 1765 bis 1777 ist als Inhaber einiger Grundstücke auch Baron von Schrecksleb genannt. 1776 richtete der damalige Besitzer im oberen Stock des Schlosses eine Kapelle ein. 1792 übernahm Joseph Anton Freiherr von Hackledt das Schloss. Er starb 1799, im Jahr 1800 wurde dessen Erbe, Baron Joseph von Peckenzell, neuer Schlossherr. 1816 erwarb der Färbermeister und spätere Landtagsabgeordnete Friedrich Zaspel das Anwesen. Die Dominikalien hingegen verkaufte Peckenzell 1816 an Kajetan von Hueb zu Eberhardsreut.

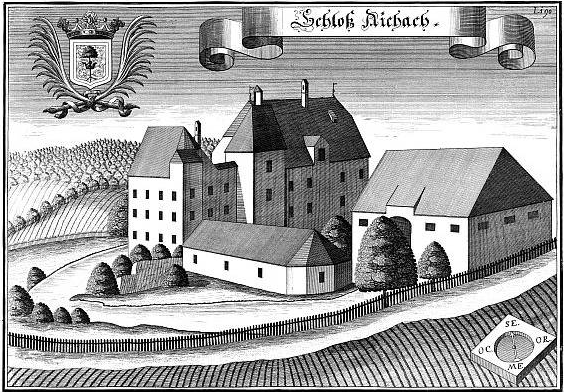
Schloss Aicha vorm Wald nach einem Stich von Michael Wening (1721)

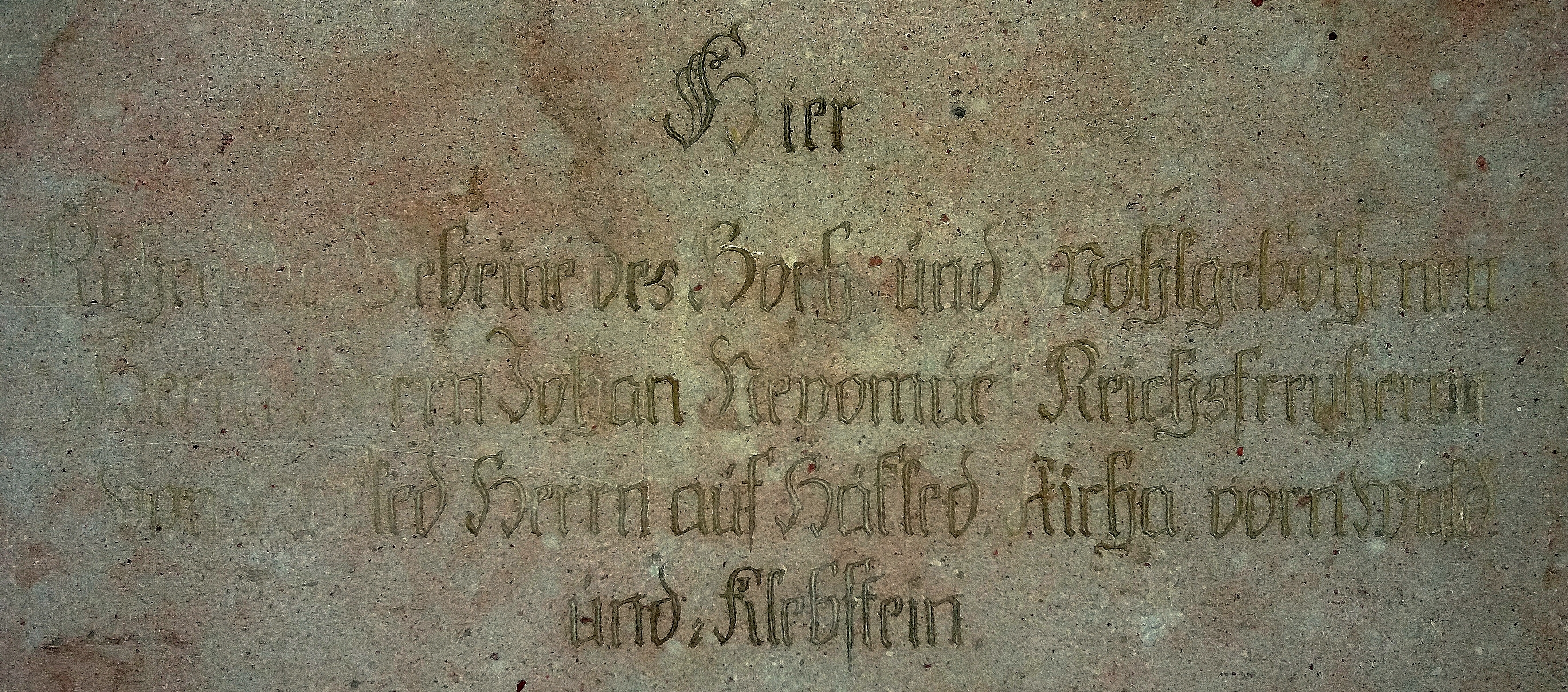
Grabdenkmal des Johann Nepomuk von Hackledt (1727–1799) mit Erwähnung der Sitze Hackledt, Aicha vorm Wald und Klebstein unter seinen Besitztiteln

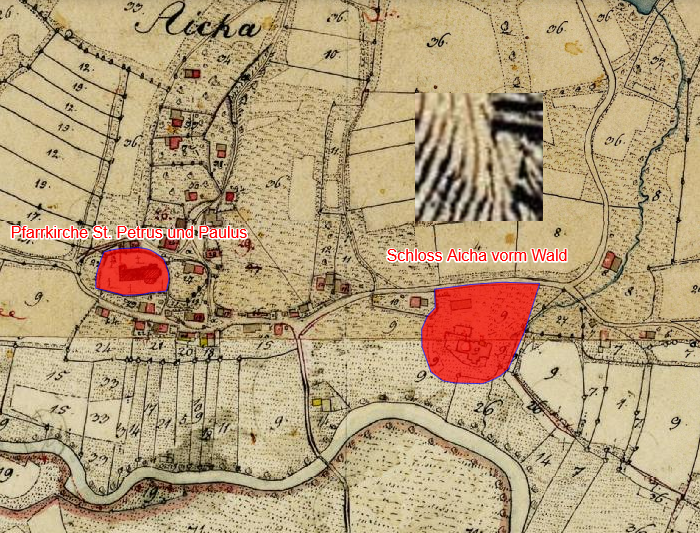
Schloss Aicha vorm Wald auf dem Urkataster von Bayern

Von 1856 bis 1866 hatte hier der Arzt Alexander Erhard seine Praxis, der Sohn des gleichnamigen Historiographen. 1870 stürzte an der Nordostecke ein Teil des Schlosses ein. 1952 kam es in den Besitz des aus Böhmen vertriebenen Alexis Prinz von Croÿ (1910–2002) und seiner Gattin Elisabeth, geborene Gräfin von Beaufort-Spontin (1911–1995) (siehe Haus Huy). Das Schloss ist nach wie vor im Familienbesitz.
Gegenüber dem Schloss wurde eine Pension mit Gasthaus (Wirtshaus am Schloss) eingerichtet.

## Baubeschreibung
Das Schloss besteht aus einem imposanten Herrenhaus mit hochgezogenem Krüppelwalmdach und kleineren Nebengebäuden, die um einen Innenhof gruppiert sind. Dieser Hof wird allseitig von dreigeschossigen Laubengängen mit Arkaden aus der Zeit von 1580 bis 1610 eingefasst. An der Nordseite der Anlage befindet sich ein turmartiger Bau. Das einzige stilfremde Element ist eine Schrägmauer im Nordosten, die nach dem Einsturz des Ecktraktes 1870 errichtet wurde.